# 三缩脲
三缩脲（英語：Triuret）是化学式为(H2NC(O)NH)2CO的有机化合物，是尿素的脱氨三缩产物。三缩脲常温常压下为无色粉末状晶体，易潮解，微溶于冷水和乙醇，易溶于热水。由于分子中心的羰基氧会和两侧的氨基形成氢键，使得分子中所有的碳氮氧原子都处在一个平面上。

## 合成
三缩脲通常由通过加热薄层尿素来制备，薄层的尿素有助于气态氨的逸出：
3 (H2N)2CO   →   [H2NC(O)NH]2CO  +  2 NH3
也可以用光气处理尿素来制备： 
2 (H2N)2CO  +  COCl2  →   [H2NC(O)NH]2CO  +  2 HCl
以碳酸二甲酯为反应物也可以进行类似的反应，需要甲醇钾作为催化剂：
2 (H2N)2CO  +  CO(OCH3)2  →   [H2NC(O)NH]2CO  +  2 MeOH
早期的合成方法还有用过氧化氢氧化尿酸等
三缩脲还是尿素工业中合成三聚氰胺的副产品。

## 相关化合物
- 双缩脲
- 三聚氰酸